# Universidad de Guayaquil
La Universidad de Guayaquil es una universidad pública localizada en la ciudad de Guayaquil en la República del Ecuador. Es la universidad más grande del país y la más antigua de la ciudad, además de tener seis extensiones universitarias en varias partes del país. 
La universidad tuvo que pasar un proceso fundacional que inició en 1843 impulsado por las aspiraciones de los habitantes de la ciudad por tener un sitio propio para formar de manera profesional. Tras varios intentos de establecer la universidad, en 1867 queda totalmente definida la entidad educativa. Fue la primera universidad de Ecuador en acoger la reforma universitaria iniciada en 1918 en la Universidad Nacional de Córdoba (Argentina), que dio paso al co-gobierno estudiantil y a la libertad de cátedra. A finales del siglo XIX ocupó los predios de la Casona Universitaria Pedro Carbo, sin embargo, entre 1949 y 1954 empezó a mudarse a su actual campus principal. Durante su historia, varios personajes de gran trascendencia en el campo de la política y otras ciencias, han formado parte del alumnado de la universidad, así como de su cuerpo de profesores y directiva.
En el periodo 2017 se matricularon 55 800 estudiantes de pregrado aproximadamente, considerando la sede principal y sus extensiones, tanto en la modalidad de estudio presencial como en la semipresencial.
Con esta cifra se ubica como la universidad con mayor alumnado en todo el país. Oficialmente cuenta con 3700 profesores en calidad de estables, pero también existen docentes de medio tiempo. También cuenta con muchos empleados administrativos y de servicios. La universidad está comprendida por 18 facultades que imparten 52 carreras de pregrado, además de cinco institutos de carreras de postgrado.
Es también considerada como una de las universidades con mayor injerencia en la vida política nacional. Ya no es cotidiano presenciar manifestaciones y marchas por parte de los estudiantes, que incluso, en ciertas ocasiones, llegaron a sostener enfrentamientos con las fuerzas del orden. En la actualidad está afiliada al Consejo Nacional de Educación Superior y su cambio ha sido inminente, tanto en la infraestructura como el desarrollo de su línea investigativa. Es ganadora de 3 estatuillas Matilde Hidalgo premios que se otorga a la ciencia, innovación y tecnología.

## Historia

### Inicios

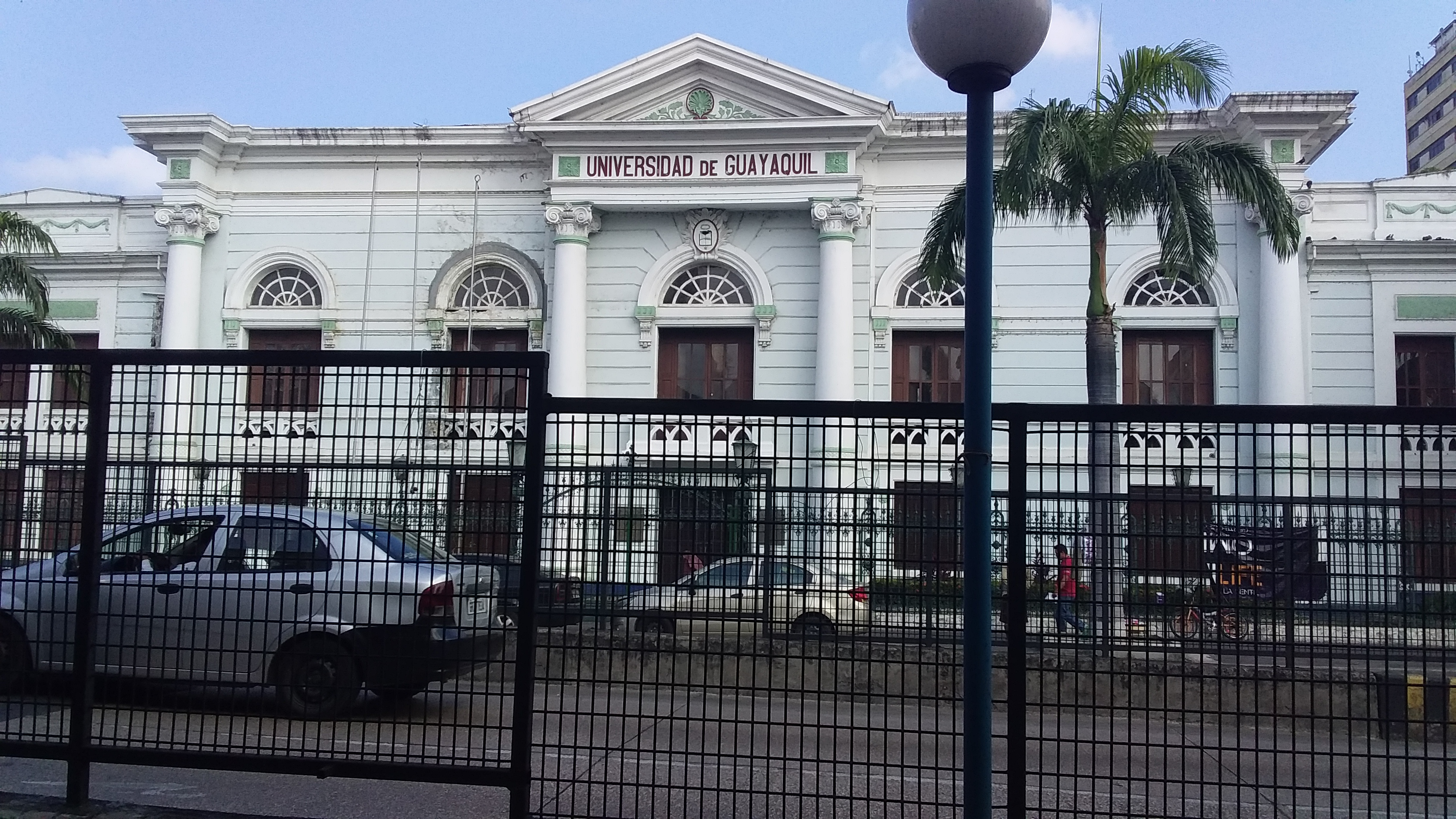
Casona Universitaria Pedro Carbo

La educación superior en la ciudad de Guayaquil en los tiempos de la colonia española era defectuosa, o casi nula, debido a la falta de instituciones y al centralismo administrativo. Desde la época independentista varias personas trataron de impulsar la creación de centros de estudios en la ciudad, ya que la calidad de la educación secundaria también era pésima. En los comienzos de era republicana de Ecuador, el presidente Vicente Rocafuerte impulsó en el país una campaña para mejorar el nivel de educación pública en el país durante su período de gobierno, creándose en la ciudad de Guayaquil el colegio de varones San Vicente.
La aparición de otras entidades educativas de nivel medio dieron lugar a una significante mejora de la educación secundaria. El laicismo se impuso por sobre el control que tenía la Iglesia en el campo docente. Sin embargo, solo los estudiantes provenientes de familias con cierto poder económico en la ciudad podían optar por una carrera universitaria, y para ello tendrían que trasladarse a Quito, u alguna otra ciudad en el extranjero.
En 1843, varios movimientos cívicos trataron de crear una institución que imparta enseñanza profesional en la ciudad, y se para esto se ubicaron en las instalaciones del colegio San Vicente, el cual estaba ubicado en aquella época en el actual edificio de "Correos del Ecuador". En 1854 se abrió la carrera de Derecho con lo cual se empezó a impartir clases a nivel profesional, sin embargo no se podían realizar los exámenes correspondientes ya que no se contaba con esa facultad, y por obligación los estudiantes tenían que ir a rendirlos en la Universidad Central del Ecuador, localizada en Quito.

### Junta Universitaria del Guayas

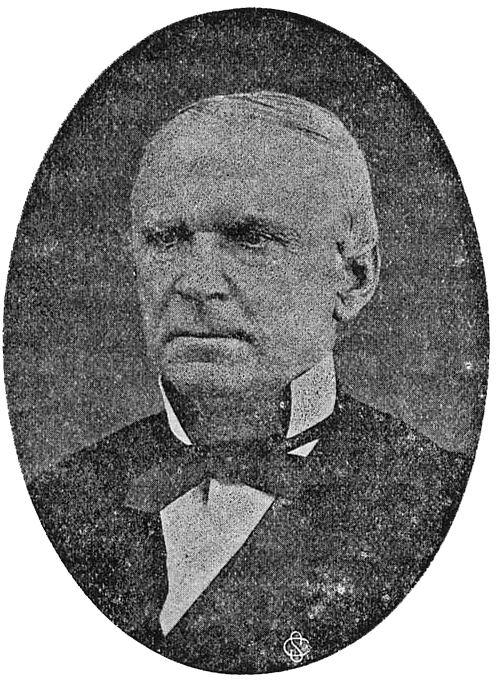
Pedro Carbo fue el principal impulsor de la actual Universidad de Guayaquil.

Pedro Carbo, en calidad de presidente del Senado, decretó el 15 de octubre de 1867 la creación de la Junta Universitaria del Guayas ante la creciente demanda de una universidad formal. La Junta Universitaria se instaló el 1 de diciembre de ese mismo año; esta fecha en la actualidad es considerada como el aniversario de la universidad debido a que a partir de este día se pudo otorgar títulos por propia cuenta. Finalmente el 18 de septiembre de 1868, un año más tarde, empezó oficialmente su vida institucional con la carrera de Derecho.
Debido a conflictos políticos y facciones centralistas en el poder, la Junta Universitaria estuvo varias veces al borde de la desaparición definitiva. Sin embargo, en 1877 una Ley de Instrucción Pública volvió a establecer a la Junta y la definió con dos carreras: Derecho y Medicina. El 7 de noviembre de aquel año, se instalaron formalmente la "Facultad de Jurisprudencia" y la "Facultad de Medicina y Farmacia".
Pedro Carbo en 1883, después de una inestabilidad política en el Ecuador y en calidad de Jefe Supremo del Guayas, decreta la creación de la universidad como tal, sin embargo, la Asamblea Constituyente de aquel año no ratificó la resolución. Después de la victoria de Eloy Alfaro en la revolución liberal y su asunción al poder, en 1897 se crea finalmente la Universidad de Guayaquil.

### Inicios delsigloXX
Con la Reforma Universitaria Córdoba de 1918, la Universidad de Guayaquil fue una de las primeras en apostar por esas políticas en las cuales se incluye el cogobierno universitario, la autonomía política docente-administrativa, la elección de las autoridades por asambleas, y la selección de docentes por medio de concurso público.
En 1930, la Universidad Estatal vence a la Universidad Yale gracias a un equipo conformado por Leopoldo Benítez Vinueza y  Antonio Parra Velasco. Pero al año siguiente, tras una revuelta, la universidad es reorganizada por una comisión especial.
El 6 de diciembre de 1942, se fundó la Federación de Estudiantes Universitarios (FEUE) en la Casona Universitaria de Guayaquil con la Conferencia Nacional de Estudiantes Universitarios del Ecuador. Anteriormente, en 1941, se había formado el Frente Estudiantil de Izquierda (FEDI).

### Conflictos internos
Para los años de la Guerra Fría, la universidad se encontraba dividida entre muchos grupos políticos, varios de izquierda, que disputaban el control de la institución. Algunos de estos grupos eran el Partido Comunista Marxista Leninista (PCMLE), apodados como los "chinos"; el Partido Comunista (PCE), apodados como los "cabezones"; y el Frente de Liberación Estudiantil (FLE), apodados como los "atala". En medio de estos conflictos, en 1966, se inicia con una reorganización donde destituye a un grupo de profesores.
Este último, el FLE, llegó a ser calificado como un grupo paramilitar, llevando a que en 1975 sean expulsados de la universidad Abel Salazar y Walter Vargas, dirigentes de esta organización estudiantil. Más adelante, estarían vinculados con el asesinato de Abdón Calderón Muñoz en 1978. Usualmente fueron vinculados con Averroes Bucaram, pero este terminaría afirmando su pertenencia a otra organización estudiantil, el Frente Independiente Universitario.
En 1969, una protesta estudiantil se toma la Casona Universitaria para exigir el libre ingreso a la universidad, terminando los acontecimientos con la represión por parte de la fuerza pública y el reconocimiento del libre ingreso por parte de varias instituciones de educación superior, siendo una de las últimas la Universidad de Guayaquil.

### Periodo de Roldós
León Roldós Aguilera asume el rectorado de la universidad el 31 de octubre de 1994 en medio de los conflictos que existían dentro de la institución. En su administración de nueve años solo se registrara una manifestación de trabajadores y tres actos de violencia, fuera de los predios universitarios. Será durante su administración que se construirá el Hospital Universitario, inaugurado en el 2005 y entregado al Ministerio de Salud (MSP) en 2012, y se formarán 60 escuelas de posgrado. Roldós dejara la rectoría en 30 de julio de 2004.

### Intervenciones
Para el año 2013 se verían irregularidades a nivel académico y administrativo dentro de la institución de educación superior. El Consejo de Educación Superior (CES) catalogaría a la institución en el nivel más bajo, la categoría B. El 23 de octubre, la universidad será intervenida por el CES que pondrá a la Comisión de Intervención y Fortalecimiento Institucional (CIFI) presidido por Jorge Kalil para dirigir la universidad. A la salida del rector Carlos Cedeño, el 27 de julio de 2014, el CIFI nombraría a un rector encargado, Roberto Cassis, que terminara su tiempo en el puesto siendo acusado de tener un título falso.
Para este tiempo, 2016, Jaime Medina ya había asumido la presidencia del CIFI, pero la dejaría el mismo año para dar paso a Luis Carmenate quien estaría por dos meses hasta el fin de la intervención el 8 de noviembre. René Ramírez Gallegos, presidente del CES, declararía el éxito de la intervención con la recategorización de la universidad en el segundo nivel más alto, la categoría A; mientras estudiantes declaraban que la universidad seguía teniendo problemas con la falta de maestros, problemas en la infraestructura junto a supuestas irregularidades en los concursos de profesores gestionados por la comisión.
El último rector nombrado por la Comisión Interventora, Galo Salcedo, terminara siendo el rector definitivo al ganar una elección en medio de denuncias de un supuesto fraude electoral y el ingreso de la Policía Nacional en la institución. Entre la críticas a su administración está el polémico episodio durante el Día del Padre, donde se vio a la autoridad institucional con una bailarina. Finalmente el 23 de agosto de 2018, la Contraloría General del Estado destituye al rector ante una entrega indebida de títulos profesionales en la Facultad de Jurisprudencia existente entre el entre el 1 de enero de 2012 y 30 de abril de 2017.

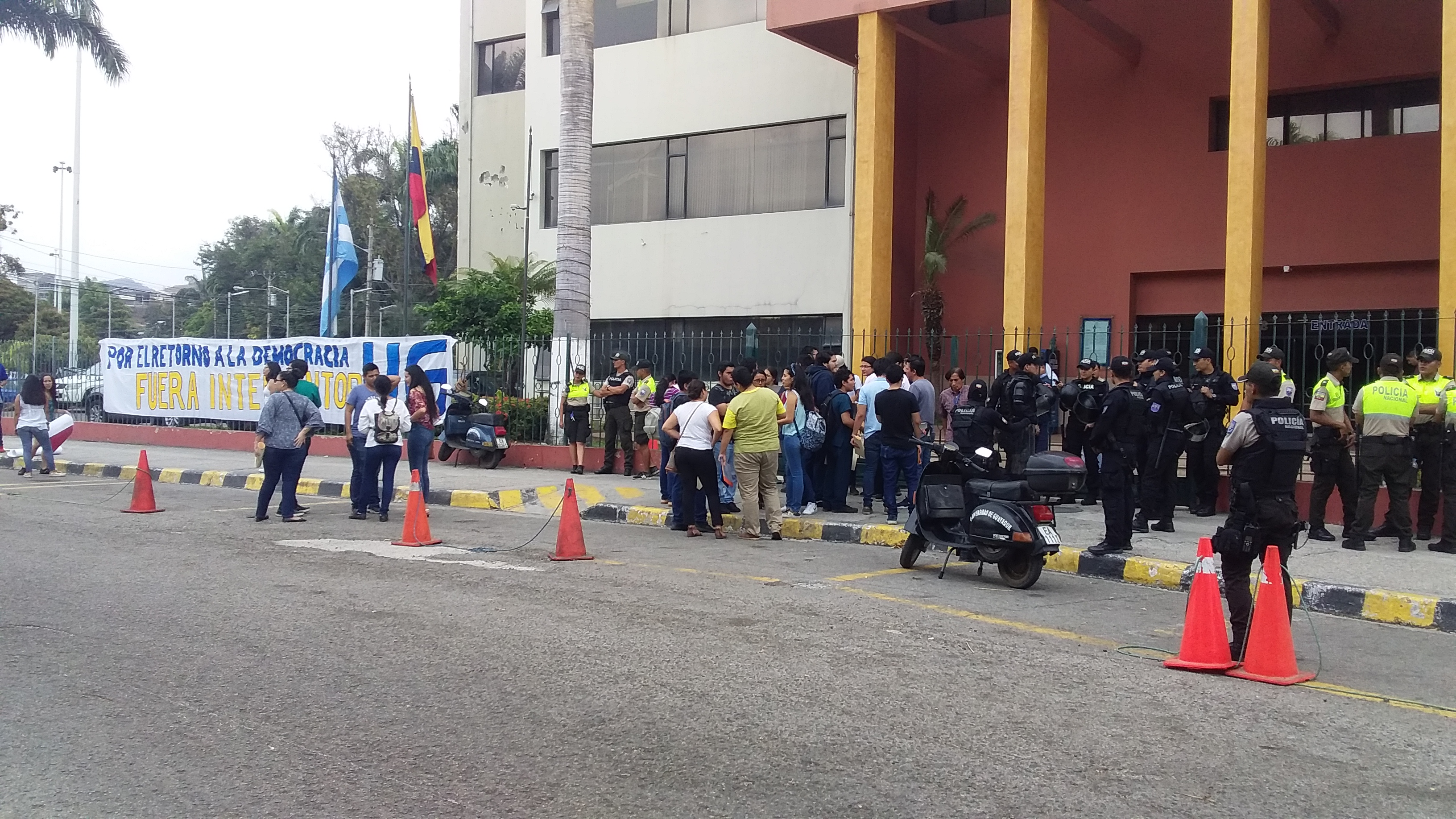
Plantón contra Roberto Passailaigue a lado del edificio administrativo de la universidad durante las manifestaciones de octubre de 2019.

La salida de Salcedo llevara a una disputa entre Gulnara Borja, nombrada por ser la subrogante, y Antonio Rodríguez, designado por miembros del Consejo Universitario relacionados con Salcedo, por el rectorado que finalmente desembocara en una nueva intervención del CES. El 15 de octubre de 2018 el CES anuncia esta decisión, nombrando a Roberto Passailaigue para presidir el nuevo CIFI y asumir el rectorado de forma interina, a la vez que el CIFI asume el rol del Consejo Universitario.
Durante la administración de Passailaigue se han anulado los títulos de Jimmy Salazar y Pamela Martínez, vinculados en el Caso Sobornos 2012-2016, argumentando la existencia de pruebas de una emisión fraudulenta de estos; igual caso el de María Alejandra Vicuña, exvicepresidenta, con su posgrado que llevó a la sanción de 13 funcionarios. Por otro lado tendrá conflictos con los jubilados de la universidad por la falta de pago que el interventor negó que existiese, llevando a que el conflicto llegue hasta la Asamblea Nacional donde se han presentado altercados con miembros de las comisiones que los han llamado.
En medio de estos sucesos, entre mayo y agosto de 2019 se registran la explosiones de bombas en la Ciudadela Universitaria donde tanto Passailaigue como el presidente Lenín Moreno y la ministra María Paula Romo aseveraron que existían vínculos con grupos políticos sin referirse al nombre de dicho grupo político. El 18 de septiembre se anuncia la captura de 6 detenidos acusados por dichas explosiones.

## Gobierno y política
La máxima autoridad de la Universidad de Guayaquil está compuesta por el Honorable Consejo Universitario y está integrada por el rector de la Universidad, los cuatro vicerrectores en funciones, los ocho decanos delegados de las Facultades; además de los trece representante de los docentes, cinco representantes de los estudiantes, un representante de los empleados administrativos, un representante de los graduados, todos electos democráticamente.

## Propiedades de la Universidad
La Universidad en un principio funcionó en el local del Colegio Nacional Vicente Rocafuerte que se encontraba en el damero en las calles  Pedro Carbo entre Aguirre y Clemente Ballen, centro de Guayaquil.
- Casona Universitaria Pedro Carbo, ubicada entre Olmedo y Chiriboga fue la primera sede oficial de la Universidad construida a principios del siglo XX tiene un área aproximada de 6104 m² equivalente a 0,61 hectáreas.[35]
- Campus Universidad de Guayaquil, se construyó a mediados del siglo XX debido al aumento de estudiantes que hacía ya imposible mantenerse en la vieja sede. Tiene un área aproximada de 29.5 hectáreas.[36]
- Área protegida, en 1963 Miguel Aspiazu Carbo ingeniero agrónomo guayaquileño que se hizo muy conocido por su obra "Fundaciones de Santiago de Guayaquil" editada por la Casa de la Cultura entregó en donación cerca de 130 hectáreas en la Provincia de los Ríos en lo que fue su hacienda donde se sembraba cacao, café, banano.[37]
- Campus Norte en el que se ubican las Facultades de Ingeniería Industrial y de Ciencias Naturales tiene un área aproximada de 40 hectáreas.[38]
- Predio de la Kennedy Norte donde se tenía pensado construir el Parque Tecnológico  tiene un área aproximada de 10 hectáreas.[39][40]
- Facso ubicado en la Cdla Quisquis, entre sus límites se encuentra la Facultad de Comunicación Social, tiene un área aproximada de 1,12 hectáreas.[41]
- Instituto de Diplomacia, ubicado en el centro en la calle Chimborazo entre Venezuela y Colombia posee un área de 2819 m².[42]
- Campus Centro, ubicado en el centro de la ciudad entre Francisco P. Icaza y Víctor Manuel Rendón en el que se encuentra la Facultad de Ciencias Matemáticas y Físicas, y posee un área aproximada de 2838 m².
- Facso Alborada, se ubica en la tercera etapa de dicha ciudadela en él se encuentra la carrera de Diseño Gráfico tiene un área aproximada de 1547 m².[43]
- Complejo Académico, se ubica en la Av Juan Tanca Marengo junto al Liceo Cristiano al norte de la ciudad y posee las Facultades de Filosofía, Letras y Ciencias de la Educación y la de Ciencias Psicológicas en tiene un área aproximada de 2,93 hectáreas.
- Extensión Vinces, en sus instalaciones funcionaba la Facultad de Ciencias para el Desarrollo que fue cerrada en la administración del gobierno de Rafael Correa y fue entregado en comodato para fundar el Instituto Superior Tecnológico Ciudad de Valencia. Tiene un área de 84 hectáreas.[44]
- Hacienda El Rosario, donde funciona Facultad de Medicina Veterinaria, se encuentra en el km 26 vía a Daule, tiene un área aproximada de 80 hectáreas.[45]
- Predios de la Universidad en la provincia de Santa Elena, no se específica su ubicación.[46]
- Antigua extensión del Triunfo, posee 14 hectáreas.[47]

## Facultades

### Facultad de Arquitectura y Urbanismo
La Escuela de Arquitectura fue fundada el 23 de octubre de 1930. Junto a la Escuela de Ingeniera Civil forman la Facultad de Ciencias Matemáticas y Físicas el 2 de junio de 1932. La facultad de Arquitectura y Urbanismo cuenta con las siguientes carreras:
- Arquitectura
- Diseño de Interiores

### Facultad de Ciencias Administrativas
5 de septiembre. Se crea la Facultad de Ciencias Administrativas, su inicio se da en la Facultad de Ciencias Económicas como Escuela de Administración de Negocios y Contabilidad en 1962, la Facultad de Ciencias Administrativas comprende las siguientes carreras:
- Administración de Empresas
- Comercio Exterior
- Contabilidad y Auditoría
- Finanzas
- Gestión de la Información Gerencial
- Mercadotecnia
- Negocios Internacionales
- Turismo

### Facultad de Ciencias Agrarias
Inicialmente, la Facultad de Ciencias Agrarias, fue fundada el 16 de mayo de 1950, con la denominación de Facultad de Agronomía y Veterinaria, con dos escuelas: Escuela de Ingeniería Agronómica y Escuela de Medicina Veterinaria. En el año 1990, se produce la separación de las Escuelas, constituyéndose en Facultad de Ciencias Agrarias; actualmente imparte las siguientes carreras:
- Ingeniería Agronómica
- Ingeniería Agropecuaria

### Facultad de Ciencias Económicas

#### Historia
El 30 de noviembre de 1938 se funda la Facultad de Ciencias Económicas: como Escuela anexa a la Facultad de Jurisprudencia y Ciencias Sociales, con un ingreso de 119 alumnos.
La Facultad de Ciencias Económicas de la Universidad de Guayaquil oferta la siguiente carrera:
- Economía
- Economía Internacional

### Facultad de Ciencias Matemáticas y Físicas
2 de junio. Se crea la Facultad de Ciencias Matemáticas y Físicas, comienza sus actividades en la vieja Casona Universitaria con sus escuelas de Ingeniería Civil y de Arquitectura. Actualmente cuenta con las siguientes carreras:
- Ingeniería Civil
- Software
- Tecnologías de la Información

### Facultad de Ciencias Médicas
7 de noviembre. Se realiza la sesión solemne de la inauguración de Facultad de Medicina en el salón de sesiones del Colegio San Vicente, designándose al Dr. Alejo Lascano Bahamonde como primer Decano. Actualmente esta unidad académica cuenta con las carreras de:
- Medicina
- Obstetricia
- Enfermería
- Dietética y Nutrición
- Terapia de Lenguaje
- Terapia Ocupacional
- Terapia Respiratoria (carrera nueva)

- Historia

El día 7 de noviembre de 1877 nace la Primera Facultad de Medicina en la región costa, gracias al trabajo del Dr. Alejo Lascano Bahamonde (1.er Decano de la Facultad) y del Dr. Francisco Campos Coello, Rector del Colegio Nacional San Vicente, siendo este el lugar de inicio para la cátedra.
Sus primeros catedráticos y doctores:
- Alejo Lascano Bahamonde Profesor en Parasitología Externa (primer decano)
- Federico Mateus Profesor en Parasitología Interna (segundo decano)
- Pedro Boloña Profesor en Fisiología y Obstetricia (tercer y sexto decano)
- Manuel Pacheco Profesor en Anatomía (quinto decano)
- Julián Coronel Profesor en Terapéutica, Materia Médica e Higiene (séptimo decano)
- Nicolás Fuente Profesor en Química Orgánica
- Jacinto Loaiza Grunauer (Laboratorio)

En 1880, la Facultad fue una especie de Ministerio de Salud. Manejaba las farmacias, hasta hacía los levantamientos de cadáveres. Ya en el siglo XX tomó el mando en grandes epidemias: la fiebre amarilla en el 80', el cólera en el 86', el sarampión en el 88', la influenza del 89', siendo considerada la Escuela de Medicina una de las mejores de Latinoamérica, teniendo como egresados la mayor parte de los médicos famosos del país.
En el año 2015 un grupo de estudiantes de Medicina detectó el primer caso del síndrome de Seckel en el país, una enfermedad congénita conocida como enanismo con cabeza de pájaro. En el mundo solo se han comprobado 31 casos.

### Facultad de Ciencias Naturales
5 de julio. La Facultad de Ciencias Naturales se inicia como Escuela anexa a la Facultad de Ciencias Químicas en 1943, cuenta con un Instituto de Investigaciones de Recursos Naturales y oferta las carreras de:
- Biología
- Ingeniería Ambiental
- Ingeniería Geológica

### Facultad de Ciencias Psicológicas
9 de junio. Se crea la Facultad de Ciencias Psicológicas que tiene sus inicios como Escuela de Psicología en la Facultad de Filosofía, Letras y Ciencias de la Educación; ofrece la carrera de:
- Psicología

### Facultad de Ciencias Químicas

#### Carrera universitaria en Ciencias Químicas

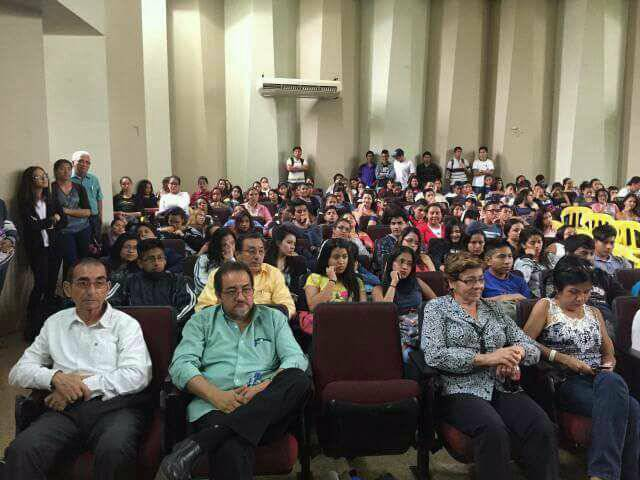
Auditorio de la Facultad de Ciencias Químicas.

La facultad de Ciencias Químicas se encuentra ubicada dentro de la Ciudadela Universitaria "Universidad de Guayaquil", en la ciudad de Guayaquil. Esta facultad que en sus principios formó parte de la facultad de medicina ahora cuenta con un establecimiento equipado con 24 laboratorios de perfil académico farmacéutico, Bioterio, Centro de Cómputo completo y actualizado, Laboratorio de autogestión de productos químicos entre otros, cabe mencionar que cuenta con el laboratorio clínico Dr. José Darío Morán que se encarga de brindar atención médica a la comunidad universitaria y brinda la acogida del público en general. El Laboratorio Clínico además de contar con el respectivo control de calidad, realiza exámenes con tecnología de punta tanto de Hematología, Bacteriología y exámenes especiales.
Ciencias Químicas se caracteriza por ser especialista en el conocimiento, invención, desarrollo, producción y aplicación de medicamentos, cosméticos y otras sustancias biológicas activas. En esta institución se trabaja con cualquier cantidad de reactivos desde los más inofensivos hasta los más peligrosos en los diferentes laboratorios.
Cuenta con la carrera de:
• Bioquímica y farmacia

### Facultad de Comunicación Social
4 de noviembre. Facultad de Comunicación Social, nace anexa a la Facultad de Filosofía, como Escuela de Periodismo. Después de algunos años de permanencia en el Colegio Instituto Coello, se gestiona los terrenos de la Cdla. Quisquis donde actualmente se levanta el campus universitario.
La Facultad de Comunicación Social, para su organización orgánico funcional, se divide en cuatro carreras profesionales:
- Comunicación
- Publicidad
- Diseño Gráfico
- Hotelería y Turismo

En la carrera de Diseño Gráfico, con la aplicación del Plan de Desarrollo Institucional de la Universidad de Guayaquil (PDI UG) y del Programa Operativo Anual 2015 (POA 2015) se desarrolla un programa de mejoramiento institucional, mediante el cual se traslada las instalaciones del subsistema físico desde la villa académica ubicada en las calles Carchi entre Clemente Ballén y 10 de Agosto, hasta las instalaciones del ex colegio San Judas Tadeo, ubicado en la Tercera Etapa de la ciudadela La Alborada. (Detrás del Centro Comercial Plaza Mayor)
En el Programa de Mejoramiento Académico se rediseña la malla curricular. De acuerdo con las normas institucionales de la programación presupuestaria, se establecen mejoras en los subsistemas administrativo y financiero, que permiten consolidar la capacidad de adquisiciones de la institución. Las reformas educativas nacionales e internacionales determinaron el cambio del título profesional a Licenciado en Diseño Gráfico, por el de Ingeniero en Diseño Gráfico, a partir del período lectivo 2015 - 2016.

### Facultad de Filosofía, Letras y Ciencias de la Educación
9 de agosto. Se crea la Facultad de Filosofía, Letras y Ciencias de la Educación. Tuvo su origen en el Instituto Superior de Pedagogía y Letras, en las aulas del Colegio Nacional Vicente Rocafuerte, mediante Decreto Ejecutivo n.º 409, se la anexa a la Universidad de Guayaquil donde se convierte en Facultad de Filosofía, Pedagogía y Letras.
Carreras ofertadas:
- Educación Inicial.
- Educación Básica.
- Pedagogía de la Lengua y Literatura.
- Pedagogía de la Historia y Ciencias Sociales.
- Pedagogía de los Idiomas Nacionales y Extranjeros.
- Pedagogía de las Ciencias Experimentales-Informática.
- Pedagogía de las Ciencias Experimentales de la Química y Biología.
- Pedagogía de las Ciencias Experimentales de las Matemáticas y la Física.
- Pedagogía de las Artes y las Humanidades

### Facultad de Ingeniería Industrial
2 de junio 1981. Fundación de la Facultad de Ingeniería Industrial, el Ministerio de Educación aprueba la creación de la Escuela de Ingeniería Mecánica anexa a la Facultad de Ciencias Matemáticas y Físicas.
carreras ofertadas:
- Ingeniería Industrial
- Ingeniería en Telemática
- Ingeniería en Sistemas de Información

### Facultad de Ingeniería Química
25 de noviembre. Se crea la Facultad de Ingeniería Química, a petición de la Facultad de Química y Farmacia, en la que funcionaba anexa.
Carreras:
- Ingeniería Química
- Ingeniería de la Producción
- Gastronomía
- Ingeniería en  Alimentos

### Facultad de Educación Física, Deportes y Recreación
20 de febrero. Se crea la Facultad de Educación Física, Deportes y Recreación, tras cuatro reformas desde su inicio como Escuela de Cultura Física.
- Pedagogía de la Actividad Física y Deporte
- Entrenamiento Deportivo

### Facultad de Jurisprudencia y Ciencias Sociales y Políticas
16 de septiembre. Se crea la Facultad de Jurisprudencia por disposición del Concejo Académico de la Junta Universitaria del Guayas, lo que la convierte en la Facultad más antigua de la Universidad de Guayaquil.
- Derecho
- Sociología
- Ciencias Políticas

### Facultad de Medicina Veterinaria y Zootecnia
- Medicina Veterinaria y Zootecnia

La facultad se encuentra ubicada en el kilómetro 27.5 vía a Daule. Allí se desarrollan las clases teóricas y prácticas. La facultad consta de galpón avícola, granja porcina, área para ganado vacuno, además de una clínica veterinaria ubicada en el centro de la ciudad de Guayaquil.
- Medicina Veterinaria es una carrera que se considera relevante para el cambio de la matriz productiva, la seguridad alimentaria y el Plan Nacional del Buen Vivir. La Facultad de Medicina Veterinaria y Zootecnia cuenta con las Unidades de Investigación, Vinculación, Acreditación y Titulación.

### Facultad Piloto de Odontología
14 de febrero. Facultad Piloto de Odontología: Nace como una Escuela de la Facultad de Ciencias Médicas, contando con un acervo Científico – Tecnológico y de Investigación, luego de varias peticiones generadas por estudiantes de la Universidad de Guayaquil y de la Federación de Estudiantes Universitarios del Ecuador (FEUE), se crea la Facultad de Odontología.
- Facultad Piloto de Odontología

### Facultad de Ciencias para el Desarrollo
- Ingeniería Agronómica
- Tecnología Agraria
- Ingeniería Agropecuaria
- Tecnología Pecuaria

### Unidad de Postgrado, Investigación y Desarrollo
- Maestrías
- Diplomados
- Especialidades